# 托桑沁格勒机场
托桑沁格勒机场是一座位于蒙古国西北部地区扎布汗省城镇托桑沁格勒的机场。机场位于托桑沁格勒南方2公里处，拥有一条方向为10/28，2,400米 × 50米（7,874英尺 × 164英尺）的草地跑道。